# Kawasaki ZXR 400
Die Kawasaki ZXR400 ist ein Supersport-Motorrad des japanischen Herstellers Kawasaki. Sie ist das Schwestermodell der ZXR 750.
Das Modell wurde von 1989 bis 1999 gebaut, in Deutschland aber erst ab 1991 verkauft, rund 6.500 Mal. Bis 1997 stieg der Neupreis kontinuierlich von rund 12.000 auf bis zu 15.500 Mark an. Als Gebrauchtmotorrad ist sie immer noch sehr beliebt. Das Motorrad ist leicht an den Schläuchen des Ram-Air-Ansaugluftsystems sowie dem Heckspoiler wiederzuerkennen. Bemerkenswert ist der eher seltene, geringe Kolbenhub von 39 Millimeter bei 57 Millimeter Bohrung.

## Baureihen

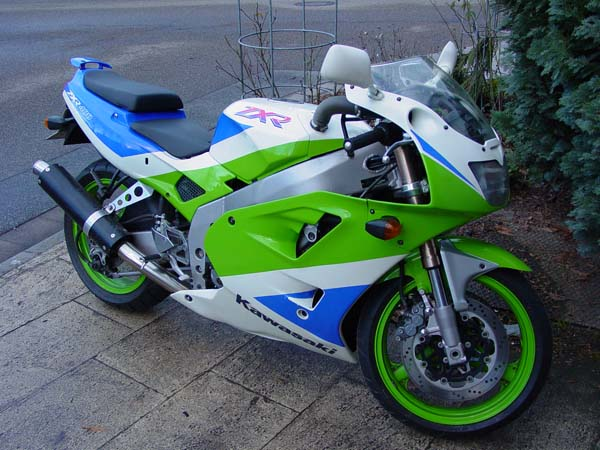
L2 grün/weiß/blau

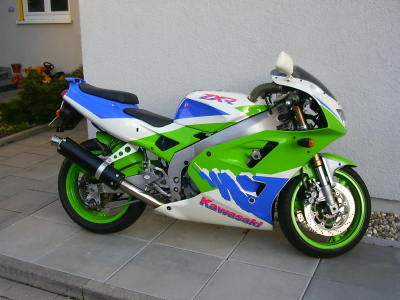
L3 grün/weiß/blau
Original bis auf Scheibe

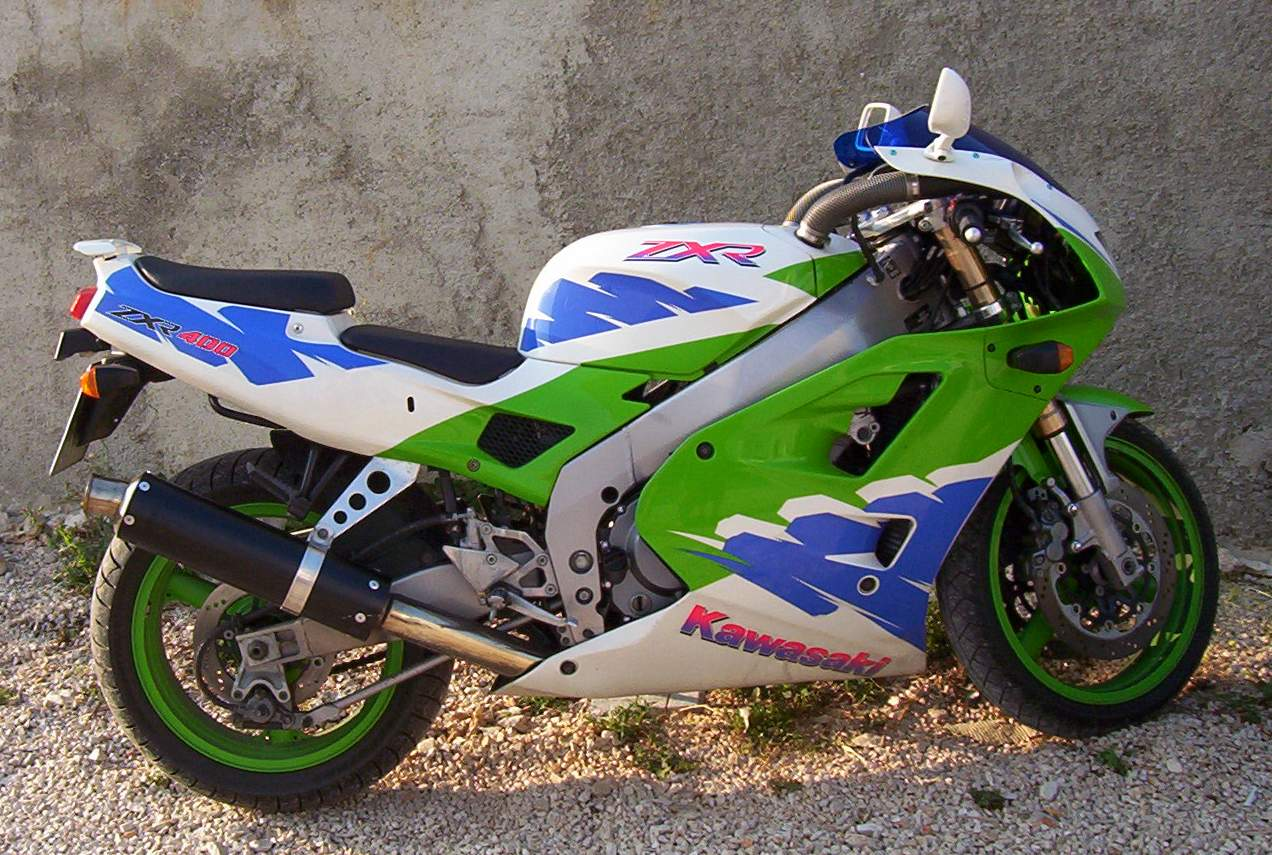
L4 grün/weiß/blau
Original bis auf Scheibe

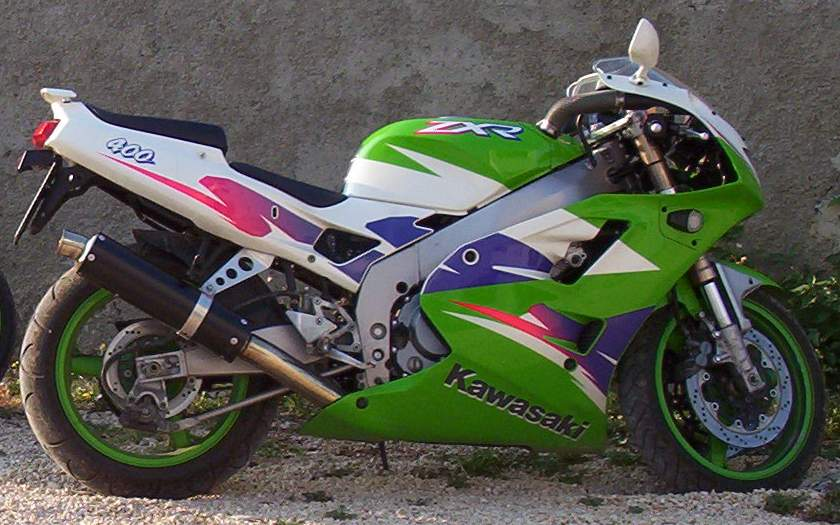
L7 grün/weiß
Original bis auf Blinker

Die verschiedenen Baujahre unterscheiden sich in erster Linie in ihrer Lackierung und den verschiedenen Dekors. In anderen Ländern gab es auch andere Farb- und Dekorkombinationen.

### 1989 ZX400-H1
Die H1 war die erste aus ihrer Reihe. Sie gab es wohl anfangs in einem grün/weiß/blauen Dekor. Sie hatte einen rechteckigen Scheinwerfer, oder zwei kleine runde Scheinwerfer.
Technische Daten:
- Abmessungen/Gewichte:
  - Länge		2035 mm
  - Breite		 705 mm
  - Höhe			1125 mm
  - Radstand		1395 mm
  - Sitzhöhe		 765 mm
  - Leergewicht		163 kg
  - Tankinhalt		16 L (davon 4 L Reserve)
- Motor
  - Typ			4-Takt, 4-Zylinder, zwei obenliegende Nockenwellen
  - Kühlsystem		Flüssigkeitskühlung
  - Bohrung × Hub	57,0 × 39,0 mm
  - Hubraum		398 cm³
  - Verdichtung		12,1 : 1
  - Motorleistung	45,6 kW (62 PS) bei 12 500/min
  - Max. Drehmoment	39,2 Nm bei 10 000/min
  - Zündkerzen		NGK CR9EK
  - Motoröl		SE- oder SF-Klasse, SAE 10W-40, 20W-40, 10W-50, 20W-50
  - Ölmenge		3 L
- Triebwerk:
  - Kupplung		Mehrscheiben-Ölbadkupplung
  - Getriebe		6-Gang, klauengeschaltet, Zahnräder ständig im Eingriff
  - Übersetzung Kette	3,00 (45/15)
- Rahmen und Fahrgestell:
  - Nachlaufwinkel	24°
  - Nachlauf		85 mm
  - Bereifung: 		vorne 120/60-17, hinten 160/60-17

### 1991 ZX400-L1
Eine Weiterentwicklung des H-Modells. Neuer Rahmen, der Motor wurde leistungsstärker, und das Heck hat ein deutliches Umdesign erfahren. Ansonsten viele kleine Veränderungen im Detail. In Deutschland mit Heckspoiler (zum Festhalten für Sozius oder Sozia). Die L1 gab es in grün/weiß/blau mit silbernem Rahmen oder in metallicblau mit schwarzem Rahmen. 

Änderungen Technische Daten:
- Abmessungen/Gewichte:
  - Länge		2090 mm
  - Breite		 700 mm
  - Höhe		 1080 mm
  - Radstand		1385 mm
  - Sitzhöhe		 790 mm
  - Leergewicht		 159 kg
- Motor
  - Motorleistung	47,8 kW (65 PS) bei 13 000/min
  - Max. Drehmoment	36,3 Nm bei 12 000/min
- Rahmen und Fahrgestell:
  - Nachlaufwinkel	 23,5°
  - Nachlauf		 82 mm
  - Höchstgeschwindigkeit ca. 200 km/h

### 1992 ZX400-L2
Der rechteckige Scheinwerfer wurde gegen einen trapezförmigen Scheinwerfer getauscht, außerdem änderte Kawasaki die Dämpfung des Federbeins, aber nicht die Federrate. Die L2 gab es zusätzlich noch in metallicrot mit schwarzem Rahmen und hatte ansonsten die gleichen Dekors wie bei der L1. 

### 1993 ZX400-L3
Die L3 gab es nur in grün/weiß/blau (andere Aufteilung als bisher) mit silbernem Rahmen oder in schwarz/lila mit schwarzem Rahmen. Dies war das letzte Mal, dass es serienmäßig einen schwarzen Rahmen gab. 

### 1994 ZX400-L4
Die Vergaserheizung wurde eingeführt, der hintere Spritzschutz wurde kürzer und er erhielt zwei große Löcher. Die L4 gab es nun in einem anderen grün/weiß/blau mit blauem geschwungenem Zick-Zack-Muster und wieder in einer anderen schwarz/lila-Version, aber ab jetzt nur noch mit silbernem Rahmen. 

### 1995 ZX400-L5
Ab der L5 gab es dasselbe Dekormuster in zwei Farbvariationen, grün/weiß mit lila/rosa Schweif, oder schwarz/violett mit orangefarbenem Schweif.

### 1997 ZX400-L7
Nun erhielt der Bonsai-Sportler ein Sekundärluftsystem, um die strengeren Emissiongesetze zu erfüllen. Die Drehfreudigkeit und das Feuer zwischen 11.000 und 14.000/min haben dabei etwas gelitten.

| Typ      | Bj.       | Fahrgestellnummer           |
| -------- | --------- | --------------------------- |
| ZX400-H1 | 1989–1990 | ZX400H00...                 |
| ZX400-L1 | 1991      | ZX400L000001 – ZX400L009000 |
| ZX400-L2 | 1992      | ZX400L009001 – ZX400L020000 |
| ZX400-L3 | 1993      | ZX400L020001 – ZX400L040000 |
| ZX400-L4 | 1994      | ZX400L040001 – ZX400L045000 |
| ZX400-L5 | 1995–1996 | ZX400L045001 – ZX400L052000 |
| ZX400-L7 | 1997      | ZX400L052001 – ZX400L055000 |
| ZX400-L8 | 1998–1999 | ZX400L055001 – ...          |

## Details
- Upside-Down-Gabel
- Schlepphebel: Ventile werden nicht direkt über Tassenstößel, sondern über Schlepphebel aktiviert.
- Ram-Air: Kein funktionierendes Ram-Air-System, mehr ein Alleinstellungsmerkmal durch die markanten "Staubsaugerschläuche". Wie schon bei der Zxr 750 (bis 1992) lediglich eine Belüftung der Motoroberseite. Die Schläuche haben keine Verbindung zur Airbox und können daher keinerlei Staudruck aufbauen.